# Список песен Михаила Боярского
Список песен Михаила Боярского — перечень песен, исполненных   Михаилом Сергеевичем Боярским.

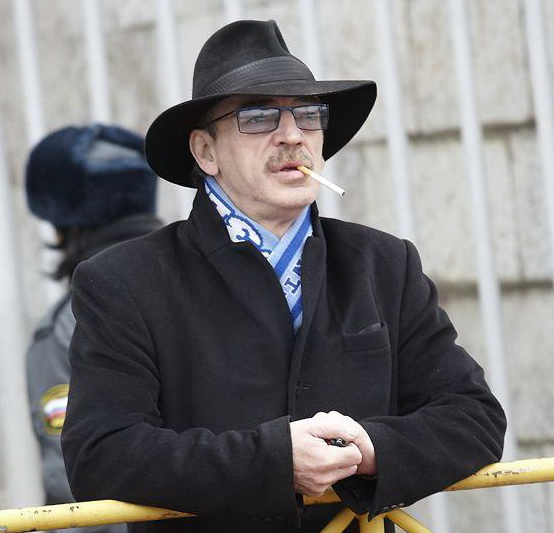
Народный артист Российской Федерации Михаил Боярский

В 2020 году музыкальный продюсер Максим Фёдоров и Олег Грабко выпустили «Антологию песен Михаила Боярского» — полное собрание фонограмм в исполнении артиста за все годы его творческой деятельности. Издание включает 20 альбомов, состоящих из 350 композиций, среди которых как известные шлягеры, так и записи артиста разных лет, которые были впервые опубликованы «Антология песен Михаила Боярского» представлена на интернет-ресурсах «iTunes», «Google Play Музыка», «Яндекс.Музыка» и других.
После названия песни, в скобках, указаны композитор (автор музыки) и поэт (автор стихов), далее название кинофильма или спектакля, в котором использовалась песня, а также соисполнитель (соисполнители).

## А
- Автомобиль (музыка Андрея Косинского, слова Регины Лисиц)
- Акселераты (музыка Вячеслава Добрынина, слова Леонида Дербенёва) — совместно с ансамблем «Здравствуй, песня!»
- Алый парус (музыка Юрия Эриконы, слова Юрия Гуреева)
- Алло, дорогая! (музыка Геннадия Гладкова, слова Юрия Энтина) из м/ф «Очень синяя борода» — дуэт с Ларисой Долиной
- Ангел-хранитель (музыка Максима Дунаевского, слова Леонида Дербенёва) из т/ф «Тайна королевы Анны, или Мушкетёры тридцать лет спустя»
- Ария Ривареса (музыка Александра Колкера, слова Александра Яковлева) из рок-оперы «Овод»
- Ах, в Аргентине… (музыка Александра Колкера, слова Александра Яковлева) из рок-оперы «Овод»
- Ах, если бы сбылась моя мечта… (музыка Максима Дунаевского, слова Юрия Энтина) из м/ф «Летучий корабль» — совместно с Г. Бардиным, Т. Шабельниковой и М. Айзиковичем
- Ах, этот вечер… (музыка Максима Дунаевского, слова Леонида Дербенёва) из т/ф «Ах, водевиль, водевиль…» — дуэт с Анне Вески
- Аэроплан  (музыка Евгения Ростовского, слова Марка Сонина)
- А я иду (музыка Валерия Бровко, слова Виктора Крутецкого) из т/ф «А я иду»
- А я смогу! (музыка Александра Колкера, слова Кима Рыжова) из т/ф «Труффальдино из Бергамо»

## Б
- Бабушка пирата (музыка Евгения Ростовского, слова Эдуарда Успенского)
- Баллада об одной дуэли (музыка Кирилла Широкова, слова Валерия Скрипникова)
- Баллада об опасной дороге (музыка Максима Дунаевского, слова Юрия Ряшенцева) из т/ф «Д’Артаньян и три мушкетёра» — совместно с ансамблем «Коробейники»
- Баллада о борьбе (музыка и слова Владимира Высоцкого) — изначально исполнялась Владимиром Высоцким, но Боярский её перепел
- Баллада о влюбившемся бриге (музыка Михаила Боярского, слова Валерия Скрипникова)
- Баллада о выборе (музыка Кирилла Широкова, слова Валерия Скрипникова)
- Баллада о городе (музыка Евгения Крылатова, слова Беллы Ахмадулиной)
- Баллада о дорожном указателе (музыка Евгения Ростовского, слова Бориса Гершта)
- Баллада о дружбе (музыка Максима Дунаевского, слова Юрия Ряшенцева) из т/ф «Д’Артаньян и три мушкетёра» — совместно с ансамблем «Коробейники»
- Баллада о кино (музыка Алексея Шелыгина, слова Михаила Бартенева) из к/ф «Человек с бульвара Капуцинок»
- Баллада о книгах (музыка Михаила Боярского, слова Валерия Скрипникова)
- Баллада о пешке (музыка Михаила Боярского, слова Валерия Скрипникова)
- Баллада о приятной жизни (музыка Курта Вайля, слова Бертольта Брехта, русский перевод Соломона Апта) из спектакля Театра имени Ленсовета «Трёхгрошовая опера»
- Баллада о судьбе княжеского сына (музыка Геннадия Гладкова, слова Бертольда Брехта, русский перевод Соломона Апта) из спектакля Театра имени Ленсовета «Люди и страсти» — дуэт с Алисой Фрейндлих
- Баллада о чудесах (музыка Анатолия Кальварского, слова Вячеслава Вербина)
- Бараны (музыка и слова Виктора Мальцева)
- Бармалей (музыка Александра Зацепина, слова Юрия Энтина) из т/ф «Повар и певица»
- Барон Жермон (музыка Владимира Дашкевича, слова Юлия Кима) из к/ф «Ярославна, королева Франции»
- Башмаки (музыка Геннадия Гладкова, слова Михаила Донского) из т/ф «Дон Сезар де Базан»
- Бизнесмен (музыка и слова Виктора Мальцева)
- Большая медведица (музыка Вячеслава Добрынина, слова Леонида Дербенёва)
- Бона сэра, Наполи! (музыка Владимира Преснякова-старшего, слова Валерии Лесовской)
- Будем вместе! (музыка Александры Пахмутовой, слова Николая Добронравова)
- Будем живы — значит точно не помрём! (музыка Григория Гладкова, слова Александра Тимофеевского) для м/ф «По-щучьему велению»
- Буду тебя беречь! (музыка и слова Владимира Ермолина) — совместно с группой «Сильвер»
- Будьте добры  (музыка Вадима Шеповалова, слова Виктора Крутецкого)[3]
- Была не была! (музыка Геннадия Гладкова, слова Юлия Кима) из к/ф «Человек с бульвара Капуцинов» — трио с Андреем Мироновым и Ларисой Долиной

## В
- Великий город (музыка Константина Иверина, слова Михаила Крылова)
- Весёлый ковбой (музыка Валерия Севастьянова, слова Алексея Римицана) из т/ф «А я иду»
- Ветер перемен  (музыка Максима Дунаевского, слова Наума Олева) из т/ф «Мэри Поппинс, до свидания!» — дуэт с Юлией Чичериной
- Ветры огненные дули (музыка Геннадия Гладкова, слова Бертольта Брехта, русский перевод Соломона Апта) из спектакля Театра имени Ленсовета «Люди и страсти» — дуэт с Алисой Фрейндлих
- Взрослая дочь молодого человека   (музыка Александра Клевицкого, слова Николая Денисова) — дуэт с Кристиной Аглинц
- Високосный год   (музыка и слова Игоря Павлова)
- В Кейптаунском порту (народная)
- В нашем дворе  (музыка Вячеслава Добрынина, слова Леонида Дербенёва)
- Внуки   (музыка Анатолия Кальварского, слова Виктора Шварца) — дуэт с Мананой Гогитидзе
- Внутренний голос (музыка Сергея Касторского, слова Бориса Родина)
- Во власти власти (музыка Геннадия Гладкова, слова Юрия Энтина) из м/ф «Новые бременские»
- Водолазам (музыка Кирилла Широкова, слова Валерия Скрипникова)
- Возвращайся (музыка и слова Константина Лисичкина)
- Воздушный змей (музыка Евгения Ростовского, слова Вячеслава Вербина)
- Волчья песня (музыка Андрея Семёнова, слова Андрея Сёмина) из мюзикла «Волшебная книга»
- Воспоминание (музыка Евгения Ростовского, слова Юрия Поройкова)
- Вот и расстались (музыка Вячеслава Добрынина, слова Леонида Дербенёва)
- Вперёд смотрящий (музыка Дмитрия Дьячкова и Александра Зарецкого, слова Эммы Мошковской)[4]
- Время прощаться (музыка Андрея Иванова, слова Дмитрия Рубина)
- Вроде всё ничего (музыка и слова Виктора Резникова)
- Всё пройдёт (музыка Максима Дунаевского, слова Леонида Дербенёва) из к/ф «Куда он денется!»
- Всё пустое (музыка и слова Виктора Резникова)
- Встаёт Испания (музыка Геннадия Гладкова, слова Пабло Неруды, перевод И. Эренбурга) из м/ф «Поезд памяти» — дуэт с Алисой Фрейндлих
- Встреча (музыка Владимира Ермолина, слова Михаила Боярского) — совместно с группой «Сильвер»
- Встреча (музыка Игоря Корнелюка, слова Регины Лисиц)
- Встреча в пути (музыка Андрея Иванова, слова Дмитрия Рубина)
- Вторая жена (музыка Геннадия Гладкова, слова Юрия Энтина) — совместно с Олегом Анофриевым и М. Смирновой, из м/ф «Очень синяя борода»
- Вчерашний боец (музыка Андрея Иванова, слова Дмитрия Рубина)

## Г
- Где ты время находишь? (музыка Оскара Фельцмана, слова Михаила Рябинина)
- Гипс-энд-Ролл (музыка и слова Бориса Синкина)
- Горбун (музыка Олега Кваши, слова Валерия Панфилова)
- Городские цветы (музыка Максима Дунаевского, слова Леонида Дербенёва) из к/ф «Куда он денется!»
- Гостиница «Золотая рыбка» (музыка Теодора Ефимова, слова Юрия Ряшенцева) из т/ф «Золотая рыбка» — дуэт с Ириной Понаровской
- Граммофонный век (музыка и слова Виктора Мальцева)

## Д
- Д`Артаньян с гитарой (музыка и слова Бориса Синкина)
- Двойник (музыка и слова Виктора Мальцева)
- Дворик (музыка Виктора Резникова, слова Виктора Резникова и Юрия Бодрова)
- Девчонки нашего двора (музыка Григория Гладкова, слова Михаила Яснова)
- Дед Мороз (музыка Евгения Ростовского, слова Бориса Гершта)
- Дело не в погоде (музыка Александра Зацепина, слова Игоря Кохановского) из т/ф «Душа» — дуэт с Софией Ротару
- День, который жду… (музыка Владимира Ермолина, слова Владимира Плющикова) — совместно с группой «Сильвер»
- День рождения (музыка Андрея Медведева, слова Ольги Клименковой)
- День прощания друзей (музыка и слова Виктора Мальцева)
- Джаз Утёсова (музыка Александра Третьякова, слова Юрия Марцинкевича)
- Дивный сон (музыка Александра Богданова, слова Владимира Гордеева)
- Дикий сад (музыка Евгения Ростовского, слова Виктора Жилина)
- Динозаврики (музыка Виктора Резникова, слова Алексея Римицана) — совместно с Виктором Резниковым, Сергеем Боярским и Андреем Резниковым
- Дом мой, дом... (музыка Геннадия Гладкова, слова Пабло Неруды, перевод В. Державина) из м/ф «Поезд памяти»
- Долгий путь (музыка Андрея Иванова, слова Дмитрия Рубина)
- Домовой (музыка Виктора Резникова, слова Виктора Резникова и Алексея Римицана) — совместно с Виктором Резниковым, Сергеем Боярским и Андреем Резниковым
- Дон Дублон (музыка Геннадия Гладкова, слова Кима Рыжова) из т/ф «Дон Сезар де Базан»
- Дон Кихот (музыка Геннадия Гладкова, слова Бориса Рацера и Владимира Константинова) из спектакля Театра имени Ленсовета «Дульсинея Тобосская» — дуэт с Алисой Фрейндлих
- Достаточно! (музыка Владимира Ермолина, слова Владимира Ермолина и Александра Навотного) — совместно с группой «Сильвер»
- Дорога  (музыка Владимира Ермолина, слова Галины Таболиной) — совместно с группой «Зарок»
- Дорога домой (музыка и слова Виктора Мальцева)
- Дорога к дому, не вошла в к/ф «Выше радуги» (музыка Юрия Чернавского, слова Григория Кантора)
- Дрессировщик (музыка Юрия Маликова и Владимира Преснякова, слова Игоря Шаферана)
- Друг  (музыка и слова Виктора Мальцева)
- Дульсинея (музыка Евгении Зарицкой, слова Михаила Рябинина)
- Дураки (музыка Геннадия Гладкова, слова Бориса Рацера и Владимира Константинова) из т/ф «Тартюф»
- Дуэт Вани и Забавы (музыка Максима Дунаевского, слова Юрия Энтина) из м/ф «Летучий корабль» — дуэт с Татьяной Шабельниковой
- Дуэт Емели и Марьюшки (музыка Григория Гладкова, слова Александра Тимофеевского) для м/ф «По-щучьему велению»
- Дуэт де Тревиля и д’Артаньяна (музыка Максима Дунаевского, слова Юрия Ряшенцева) из т/ф «Д’Артаньян и три мушкетёра» — дуэт с Львом Дуровым
- Дуэт Дианы и Теодоро (музыка Геннадия Гладкова, слова Михаила Донского) из т/ф «Собака на сене» — дуэт с Еленой Дриацкой
- Дуэт Констанции и д’Артаньяна (музыка Максима Дунаевского, слова Юрия Ряшенцева) из т/ф «Д’Артаньян и три мушкетёра» — дуэт с Еленой Дриацкой
- Дуэт Кота и Пирата (музыка Геннадия Гладкова, слова Юрия Энтина) из м/ф «Голубой щенок» — дуэт с Андреем Мироновым
- Дуэт Озоя и Тэри (музыка Андрея Семёнова, слова Владислава Старчевского) из мюзикла «Ослеплённые» — дуэт с Еленой Зайцевой
- Дуэт о турнире (музыка Игоря Цветкова, слова Бориса Гершта) — дуэт с Еленой Дриацкой, из телеспектакля «Лишний день в июне»
- Дуэт Рикардо и Федерико (музыка Геннадия Гладкова, слова Михаила Донского) из т/ф «Собака на сене» — дуэт с Николаем Караченцовым
- Дуэт Труффальдино и Смеральдины (музыка Александра Колкера, слова Кима Рыжова) из т/ф «Труффальдино из Бергамо» — дуэт с Еленой Дриацкой

## Е
- Единственный дом (музыка Андрея Иванова, слова Дмитрия Рубина) — дуэт с Татьяной Булановой
- Если ты помнишь (музыка Юрия Чернавского, слова Александра Маркевича) — дуэт с Вероникой Савельевой
- Есть счастье, есть!!! (музыка Владимира Ермолина, слова Михаила Боярского) — совместно с группой «Сильвер»
- Есть только миг (музыка Александра Зацепина, слова Леонида Дербенёва) из к/ф «Земля Санникова»
- Ещё не вечер! (музыка Анатолия Кальварского, слова Кима Рыжова)

## Ж
- Жениться не хочу (музыка Геннадия Гладкова, слова Юрия Энтина) — дуэт с Надеждой Бабкиной, из м/ф «Новые бременские»
- Живи в волшебном ящичке (музыка Геннадия Гладкова, слова Давида Самойлова) из м/ф «Разлучённые»

## З
- Забыли короля (музыка Геннадия Гладкова, слова Юрия Энтина) из м/ф «Новые бременские»
- Завещание (музыка Геннадия Гладкова, слова Пабло Неруды, перевод М. Алигер) из м/ф «Поезд памяти»
- За д`Артаньянов (музыка и слова Виктора Мальцева)
- Загадки Сезара (музыка Геннадия Гладкова, слова Кима Рыжова) из т/ф «Дон Сезар де Базан»
- Закон жизни (музыка Геннадия Гладкова, слова Генриха Гейне, русский перевод Л. Пеньковского) из спектакля Театра имени Ленсовета «Люди и страсти»
- Заповедь(музыка Анатолия Кальварского, слова Владимира Дерябкина)
- Зарок (музыка Владимира Ермолина и Игоря Григорьева, слова Сергея Острового) — совместно с группой «Зарок»
- Застольная песня Сезара (музыка Геннадия Гладкова, слова Михаила Донского) из т/ф «Дон Сезар де Базан»
- За удачей спешим (музыка Александра Зацепина, слова Игоря Шаферана) из к/ф «Спортлото-82»
- Звёздный поезд (музыка Владимира Павлючкова, слова Дмитрия Филимонова)
- Здесь враги не пройдут! (музыка Александра Журбина, слова Михаила Ромма) из вокального цикла «No pasaran»
- Здравствуй, Питер! (музыка и слова Олега Газманова) — дуэт с Олегом Газмановым
- Зеленоглазое такси (музыка Олега Кваши, слова Валерия Панфилова)
- Злу назло! (музыка Виктора Плешака, слова Валентины Сергеевой)
- Знай, товарищ! (музыка Александра Журбина, слова Михаила Ромма) из вокального цикла «No pasaran»
- Зонг Груше (музыка Геннадия Гладкова, слова Генриха Гейне, русский перевод Л. Пеньковского) из спектакля Театра имени Ленсовета «Люди и страсти» — дуэт с Алисой Фрейндлих

## И
- Интересное кино (музыка Анатолия Кальварского, слова Олега Чупрова)

## К
- Как Вам только не лень? (музыка Александра Колкера, слова Кима Рыжова) из т/ф «Труффальдино из Бергамо»
- Капитан (музыка Юрия Чернавского, слова Юрия Чернавского и Александра Маркевича)
- Карточный домик (музыка Виктора Резникова, слова Лилии Виноградовой)
- Каскадёр (музыка Игоря Павлова, слова Юрия Круглого)
- Кобельная колыбельная (музыка и слова Виктора Мальцева)
- Колыбельная моему сыну (музыка Александра Журбина, слова Михаила Ромма) из вокального цикла «No pasaran»
- Команда (музыка Максима Дунаевского, слова Карена Кавалеряна) из к/ф «Возвращение мушкетёров, или Сокровища кардинала Мазарини» — совместно с Анной Сергеевой и Антоном Макарским
- Крик (музыка Александра Колкера, слова Кима Рыжова) из спектакля Театра имени Ленсовета «Интервью в Буэнос-Айресе» — дуэт с Алисой Фрейндлих
- Кто ты? (музыка Александра Третьякова, слова Юрия Поройкова)
- Куда девалась мощь? (музыка Андрея Иванова, слова Дмитрия Рубина) из мюзикла из к/ф «Кентервильское привидение»
- Куплеты горцев (музыка Геннадия Гладкова, слова Юлия Кима) из к/ф «Сватовство гусара»
- Куплеты о папе (музыка Александра Колкера, слова Александра Яковлева) из рок-оперы «Овод»

## Л
- Ланфрен-ланфра (музыка Виктора Лебедева, слова Юрия Ряшенцева) из т/ф «Гардемарины, вперёд!»
- Лестница в небо (музыка Анатолия Кальварского, слова Кима Рыжова)
- Летели дни… (музыка Максима Дунаевского, слова Карена Кавалеряна) из к/ф «Возвращение мушкетёров, или Сокровища кардинала Мазарини» — совместно с Анной Сергеевой и Антоном Макарским
- Лето без тебя (музыка и слова Виктора Резникова) из т/ф «А я иду»
- Ливень (музыка Геннадия Гладкова, слова Давида Самойлова) из м/ф «Разлучённые»
- Листья жгут (музыка Максима Дунаевского, слова Наума Олева) из т/ф «Семь счастливых нот»
- Лунное кино (музыка Юрия Чернавского, слова Александра Маркевича)
- Лунный берег (музыка и слова Владимира Ермолина) — совместно с группой «Сильвер»
- Луч солнца золотого (музыка Геннадия Гладкова, слова Юрия Энтина) из спектакля Театра имени Ленсовета «Трубадур и его друзья»
- Люблю! (музыка Сергея Касторского, слова Александра Кришты)
- Любовь (музыка Андрея Иванова, слова Дмитрия Рубина) из мюзикла из к/ф «Кентервильское привидение» — дуэт с Татьяной Булановой
- Любовь и море (музыка Якова Дубравина, слова Олега Чупрова)
- Любовь коротка! (музыка Владимира Дмитриева, слова Виктора Гина)
- Любовь, любовь... (музыка Геннадия Гладкова, слова Пабло Неруды, перевод М. Алигер) из м/ф «Поезд памяти» — дуэт с Алисой Фрейндлих
- Любовь нужна солдату (музыка Вячеслава Добрынина, слова Михаила Пляцковского)
- Лягушки (музыка Сергея Касторского, слова Бориса Родина)

## М
- Мама (музыка Жерара Буржуа и Темистокле Попа, русский текст Юрия Энтина) из т/ф Мама — в ансамбле с Людмилой Гурченко, Кларой Румяновой, Татьяной Дасковской и другими
- Мама, я и кузнечик (музыка Александра Зарецкого, слова Эммы Мошковской)[4]
- Марш актёров (музыка Геннадия Гладкова, слова Бориса Рацера и Владимира Константинова) из спектакля Театра имени Ленсовета «Укрощение строптивой»
- Марш привидения (музыка Андрея Иванова, слова Дмитрия Рубина) из мюзикла из к/ф «Кентервильское привидение»
- Маска (музыка Виктора Плешака, слова Валентины Сергеевой)
- Маятник (музыка и слова Бориса Синкина)
- Месье Музыка (музыка Владимира Габая, слова Вячеслава Вербина)
- Мечтать не вредно (музыка Сергея Касторского, слова Бориса Родина)
- Мир (музыка Геннадия Гладкова, слова Пабло Неруды, перевод С. Кирсанова) из м/ф «Поезд памяти» — дуэт с Алисой Фрейндлих
- Мне плохо без отца (музыка Анатолия Кальварского, слова Виктора Шварца)
- Мода  (музыка Максима Дунаевского, слова Леонида Дербенёва) из к/ф «Куда он денется!»
- Моим друзьям (музыка Андрея Иванова, слова Дмитрия Рубина)
- Мой новогодний человек (музыка Евгения Ширяева, слова Ильи Резника) из к/ф «Новогодние мужчины»
- Мой Петербург (музыка Сергея Шабалина, слова Татьяны Яновской)
- Молитва (музыка Максима Дунаевского, слова Карена Кавалеряна) из к/ф «Возвращение мушкетёров, или Сокровища кардинала Мазарини»
- Монолог дона Луиса (музыка Геннадия Гладкова, слова Бориса Рацера и Владимира Константинова) из спектакля Театра имени Ленсовета «Дульсинея Тобосская»
- Монолог Озоя (музыка Андрея Семёнова, слова Владислава Старчевского) из мюзикла «Ослеплённые»
- Моцарт (музыка и слова Виктора Мальцева)
- Мы не звёзды, не герои… (музыка Евгения Ширяева, слова Ильи Резника) из к/ф «Новогодние мужчины»

## Н
- Надейся на Бога (музыка Максима Дунаевского, слова Леонида Дербенёва) из т/ф «Тайна королевы Анны, или Мушкетёры тридцать лет спустя»
- На заре (музыка и слова Александра Барыкина)
- Налей-ка мне вина!!! (музыка и слова Владимира Ермолина) — совместно с группой «Сильвер»
- На миг оглянуться (музыка Марка Минкова, слова Вадима Шефнера)
- На прощание оглянись (музыка Евгения Ростовского, слова Вячеслава Вербина)
- Нас в набитых трамваях болтает… (музыка Андрея Петрова, слова Евгения Евтушенко) из т/ф «Голубые города»
- Настанет день и час (музыка Геннадия Гладкова, слова Михаила Донского) из т/ф «Собака на сене»
- Настоящий беспредел (музыка Геннадия Гладкова, слова Юрия Энтина) — совместно с Филиппом Киркоровым и Еленой Кузьминой, из м/ф «Новые бременские»
- Не беда! (музыка и слова Виктора Резникова)
- Небо детства (музыка Владимира Шаинского, слова Риммы Казаковой) — дуэт с Ольгой Зарубиной
- Не грусти, моряк! (музыка Владимира Дашкевича, слова Юлия Кима) из т/ф «Пеппи Длинный чулок»
- Нельзя (музыка Якова Дубравина, слова Вольта Суслова) — дуэт с Сергеем Боярским
- Немецкий парад (музыка Геннадия Гладкова, слова Бертольта Брехта, русский перевод Аркадия Штейнберга) из спектакля Театра имени Ленсовета «Люди и страсти»
- Не могу я без тебя (музыка Сергея Касторского, слова Александра Ревича)
- Не надо слов (музыка Александра Третьякова, слова Михаила Рябинина)
- Не повторяй! (музыка Анатолия Кальварского, слова Лидии Козловой)
- Несчастная страна (музыка Геннадия Гладкова, слова Пабло Неруды, перевод И. Эренбурга) из м/ф «Поезд памяти» — дуэт с Алисой Фрейндлих
- Нет маленьких ролей (музыка Теодора Ефимова, слова Давида Усманова)
- Новый год (музыка Виктора Плешака, слова Валентины Сергеевой)
- Новый год (музыка Юрия Чернавского, слова Андрея Вознесенского)
- Ночь, прочь! (музыка Виктора Резникова, слова Алексея Римицана) — совместно с Виктором Резниковым, Сергеем Боярским и Андреем Резниковым
- Ну, почему? (музыка Максима Дунаевского, слова Карена Кавалеряна) из к/ф «Возвращение мушкетёров, или Сокровища кардинала Мазарини»

## О
- О бедном гусаре… (музыка Андрея Петрова, слова Петра Вяземского) из т/ф «О бедном гусаре замолвите слово»
- Огонь в камине (музыка Юрия Эриконы, слова Николая Зиновьева)
- Огонь в руке (музыка Владимира Густова, слова Эрнеста Ширяева)
- О, город Сталинград (музыка Геннадия Гладкова, слова Пабло Неруды, перевод Ф. Кельина) из м/ф «Поезд памяти» — дуэт с Алисой Фрейндлих
- Ожидаю тебя (музыка Игоря Цветкова, слова Бориса Гершта) из телеспектакля «Лишний день в июне»
- Олимпийская надежда (музыка Михаила Боярского, слова Олега Рябоконя)
- Олимпийская шуточная (музыка Эдуарда Ханка, слова Льва Ошанина)
- Он не болен, он влюблён (музыка и слова Владимира Ермолина) — совместно с группой «Сильвер»
- Он не вернулся из боя (музыка и слова Владимира Высоцкого)
- Осенняя баллада (музыка Александра Журбина, слова Сергея Бобкова)
- Осень (музыка и слова Виктора Мальцева)
- Остановись! (музыка Максима Дунаевского, слова Леонида Дербенёва) из к/ф «Куда он денется!»
- Остановись, моё мечтанье! (музыка Геннадия Гладкова, слова Михаила Донского) из т/ф «Собака на сене»
- Остров детства (музыка Оскара Фельцмана, слова Михаила Рябинина)
- От Лавры до Невы (музыка и слова Виктора Мальцева)
- Оттепель (музыка Владимира Ермолина, слова Владимира Ермолина и Александра Навотного) — совместно с группой «Сильвер»
- Отцам (музыка и слова Виктора Мальцева)

## П
- Падает снег (музыка Руслана Горобца, слова Павла Жагуна)
- Папин твист (музыка и слова Владимира Ермолина) — совместно с группой «Зарок»
- Первая жена (музыка Геннадия Гладкова, слова Юрия Энтина) — совместно с Олегом Анофриевым и Валентиной Игнатьевой, из м/ф «Очень синяя борода»
- Переводная картинка (музыка Владимира Габая, слова Вячеслава Вербина)
- Перед грозой (музыка Максима Дунаевского, слова Юрия Ряшенцева) из т/ф «Д’Артаньян и три мушкетёра» — дуэт с Владимиром Чуйкиным (в фильме) и Леонидом Серебренниковым  (на пластинке)
- Пережитки (музыка Александра Зацепина, слова Юрия Энтина) из т/ф «Повар и певица»
- Перелётная птица (музыка и слова Виктора Резникова) — дуэт с Ларисой Долиной
- Песенка Кота (музыка Михаила Чертищева, слова Александра Боярского) из м/ф «Иван Царевич и Серый Волк 2»
- Песенка о вещах (музыка Вячеслава Добрынина, слова Леонида Дербенёва)
- Песенка о еде (музыка и слова Виктора Мальцева)
- Песенка о чудаках (музыка Теодора Ефимова, слова Юрия Ряшенцева) из т/ф «Золотая рыбка» — дуэт с Ириной Понаровской
- Песенка о шутах (музыка Теодора Ефимова, слова Марка Розовского и Виктора Забелышинского) из т/ф «Золотая рыбка» — дуэт с Ириной Понаровской
- Песенка пирата (музыка Геннадия Гладкова, слова Юрия Энтина) из м/ф «Голубой щенок»
- Песенка почтальона (музыка А. Муромцева, слова Бориса Гершта)
- Песенка про ложь (музыка Максима Дунаевского, слова Леонида Дербенёва) из т/ф «Тайна королевы Анны, или Мушкетёры тридцать лет спустя»
- Песенка про трубачей (музыка Андрея Петрова, слова Михаила Савоярова) — дуэт с Ириной Муравьёвой, из т/ф «О бедном гусаре замолвите слово»
- Песня Вани (музыка Максима Дунаевского, слова Юрия Энтина) из м/ф «Летучий корабль»
- Песня волка (музыка Ж. Боржуа и Т. Попа, слова Юрия Энтина) из т/ф Мама
- Песня Диких Гитар (музыка Геннадия Гладкова, слова Владимира Лугового) из т/ф «Новогодние приключения Маши и Вити»
- Песня дикого кота Матвея (музыка Геннадия Гладкова, слова Владимира Лугового) из т/ф «Новогодние приключения Маши и Вити»
- Песня лесных братьев (музыка Геннадия Гладкова, слова Кима Рыжова) из т/ф «Дон Сезар де Базан»
- Песня мушкетёров (музыка Максима Дунаевского, слова Юрия Ряшенцева) из т/ф «Д’Артаньян и три мушкетёра»
- Песня Мэкки-Ножа (музыка Курта Вайля, слова Бертольта Брехта, русский перевод Соломона Апта) из спектакля Театра имени Ленсовета «Трёхгрошовая опера»
- Песня Озоя (музыка Андрея Семёнова, слова Владислава Старчевского) из мюзикла «Ослеплённые»
- Песня об обмене (музыка Григория Гладкова, слова Александра Тимофеевского) для м/ф «По-щучьему велению»
- Песня оглохшего пирата (музыка Юрия Чернавского, слова Леонида Дербенёва) из т/ф «Выше Радуги»
- Песня о слуге (музыка Александра Колкера, слова Кима Рыжова) из т/ф «Труффальдино из Бергамо»
- Песня о судье Аздаке (музыка Геннадия Гладкова, слова Бертольда Брехта, русский перевод Соломона Апта) из спектакля Театра имени Ленсовета «Люди и страсти» — дуэт с Алисой Фрейндлих
- Песня о цапле (музыка Максима Дунаевского, слова Леонида Дербенёва) из к/ф «Куда он денется!»
- Песня советника (музыка Георгия Портнова, слова Евгения Шварца) из спектакля Театра имени Ленсовета «Снежная королева»
- Песня Сэма в тюрьме (музыка Игоря Цветкова и Вадима Шеповалова, слова Бориса Гершта) из телеспектакля «Лишний день в июне»
- Петербург моего одиночества (музыка и слова Виктора Мальцева)
- Письмо (музыка Анатолия Кальварского, слова Татьяны Калининой)
- Письмо Марии (музыка и слова Виктора Мальцева)
- Плюшевый котёнок (музыка Юрия Чернавского, слова Юрия Чернавского и Александра Маркевича)
- Поверь в себя! (музыка Оскара Фельцмана, слова Натальи Шемятенковой)
- По Галерной улице (музыка Андрея Косинского, слова Эрнеста Ширяева)
- Подойди!!! (музыка Владимира Ермолина, слова Александра Навотного) — совместно с группой «Сильвер»
- Поезда разлук (музыка Анатолия Кальварского, слова Анатолия Горохова)
- Поезд памяти (музыка Геннадия Гладкова, слова Пабло Неруды, перевод Павла Грушко) из м/ф «Поезд памяти»
- Позвольте мне (музыка Александра Колкера, слова Кима Рыжова) из спектакля Театра имени Ленсовета «Интервью в Буэнос-Айресе» — дуэт с Алисой Фрейндлих
- Посадите дерево (музыка Оскара Фельцмана, слова Симона Осиашвили)
- Посвящение (музыка Геннадия Гладкова, слова И. В. Гёте, русский перевод Бориса Пастернака) из спектакля Театра имени Ленсовета «Люди и страсти»
- Последний раз (музыка Андрея Иванова, слова Дмитрия Рубина)
- Последний час декабря (музыка и слова Максима Леонидова и Николая Фоменко) — совместно с группой «N.E.V.A»
- Последняя встреча (музыка Валентина Левашова, слова Виктора Крутецкого)
- Пришёлся ко дворцу (музыка Геннадия Гладкова, слова Юрия Энтина) из м/ф «Новые бременские»
- Прежняя печаль (музыка Игоря Азарова, слова Регины Лисиц)
- Прерия (музыка Геннадия Гладкова, слова Юлия Кима) из к/ф «Человек с бульвара Капуцинов»
- Приходит Новый год (музыка Андрея Иванова, слова Дмитрия Рубина)
- Провинциалка (музыка Евгения Ростовского, слова Валерия Панфилова)
- Прогульщик (музыка Якова Дубравина, слова Вольта Суслова) — дуэт с Сергеем Боярским
- Прошлое (музыка Андрея Иванова, слова Дмитрия Рубина)
- Прощай, мой день! (музыка Владимира Габая, слова Вячеслава Вербина)
- Прощай, мой друг! (музыка Геннадия Гладкова, слова Юрия Энтина) из м/ф «Очень синяя борода»
- Прощаю тебя! (музыка Алексея Рыбникова, слова Петра Вегина и Юрия Энтина) из т/ф «Путь к медалям»
- Псалом дона Луиса (музыка Геннадия Гладкова, слова Бориса Рацера и Владимира Константинова) из спектакля Театра имени Ленсовета «Дульсинея Тобосская»
- Пуркуа па (музыка Максима Дунаевского, слова Юрия Ряшенцева) из т/ф «Д’Артаньян и три мушкетёра»
- Пьеса во Вселенной (музыка Сергея Касторского, слова Бориса Родина)

## Р
- Разлучённые (музыка Геннадия Гладкова, слова Давида Самойлова) из м/ф «Разлучённые»
- Рассказ подвыпившего бомбардира (музыка Кирилла Широкова, слова Валерия Скрипникова)
- Реванш (музыка Андрея Иванова, слова Дмитрия Рубина) из мюзикла из к/ф «Кентервильское привидение»
- Реквием — Памяти Виктора Резникова (музыка и слова Виктора Мальцева)
- Робинзон (музыка Вячеслава Добрынина, слова Леонида Дербенёва)
- Романс (музыка и слова Виктора Мальцева)
- Романс (музыка Геннадия Гладкова, слова Юлия Кима) из к/ф «Сватовство гусара»
- Романс Теодоро (музыка Геннадия Гладкова, слова Михаила Донского) из т/ф «Собака на сене»
- Ромео и Джульетта (музыка Бориса Аксёнова, слова Ильи Резника) из т/ф «А я иду»
- Рыжий конь (музыка Вячеслава Добрынина, слова Леонида Дербенёва)

## С
- Свиданье с прошлым (музыка Андрея Иванова, слова Дмитрия Рубина)
- Свобода (музыка Геннадия Гладкова, слова Юрия Энтина) из мюзикла «Хоттабыч»
- Сегодня] (музыка Игоря Дорохова, слова Якова Гальперина)
- Сезон дождей (музыка Юрия Эриконы, слова Льва Алексеева)
- Се ля ви (музыка и слова Константина Лисичкина)
- Серенада Сезара (музыка Геннадия Гладкова, слова Кима Рыжова) из т/ф «Дон Сезар де Базан»
- Серёжа (музыка и слова Виктора Мальцева)
- Сивка-бурка (музыка Максима Дунаевского, слова Леонида Дербенёва) из к/ф «Куда он денется!»
- Сколько стоит любовь? (музыка и слова Игоря Павлова) — дуэт с Татьяной Булановой
- Слова (музыка Александра Колкера, слова Кима Рыжова) из спектакля Театра имени Ленсовета «Интервью в Буэнос-Айресе» — дуэт с Алисой Фрейндлих
- Смерть Констанции (музыка Максима Дунаевского, слова Юрия Ряшенцева) из т/ф «Д’Артаньян и три мушкетёра»
- Снимается кино (музыка Анатолия Кальварского, слова Олега Рябоконя)
- Советы Тристана (музыка Геннадия Гладкова, слова Михаила Донского) из т/ф «Собака на сене» — дуэт с Арменом Джигарханяном
- Сокольники (музыка Владимира Мигули, слова Ларисы Рубальской)
- Солдат (музыка Андрея Иванова, слова Дмитрия Рубина)
- Соседки (музыка и слова Любаши)[5]
- Спасибо, родная! (музыка Виктора Резникова, слова Виктора Резникова и Алексея Римицана)
- Спокойные рассветы, спокойные закаты (музыка Юрия Чернавского, слова Леонида Дербенёва) из к/ф «Сезон чудес»
- Старинный альбом (музыка Анатолия Кальварского, слова Виктора Шварца)
- Старые друзья (музыка Валерия Бровко, слова Татьяны Калининой)
- Старый альбом (музыка Вячеслава Добрынина, слова Леонида Дербенёва)
- Старый Дюма (музыка Оскара Фельцмана, слова Михаила Рябинина)
- Старый галстук (музыка Анатолия Кальварского, слова Кима Рыжова)
- Старый клоп (музыка Давида Тухманова, слова Юрия Энтина), из цикла «О многих шестиногих»
- Старый пруд (музыка Александра Третьякова, слова Всеволода Галкина)
- Старый трамвай (музыка Максима Дунаевского и Дмитрий Данина, слова Наума Олева)
- Старый шут (музыка Анатолия Кальварского, слова Виктора Шварца)
- Стеклянный Мир (музыка Юрия Чернавского, слова Леонида Дербенёва) из т/ф «Выше Радуги» — дуэт с Викторией Вради
- Страдания Хоттабыча (музыка Геннадия Гладкова, слова Юрия Энтина) из мюзикла «Хоттабыч»
- Субмарины (музыка и слова Виктора Мальцева)
- Счастливые часов не наблюдают (музыка Михаила Клёнова, слова Михаила Шаброва)
- Сяду в скорый поезд (музыка Бориса Емельянова, слова Леонида Дербенёва)

## Т
- Так не должно быть (музыка Давида Тухманова, слова Леонида Дербенёва) — дуэт с Ольгой Зарубиной
- Танцуем пока танцуется (музыка Александра Колкера, слова Кима Рыжова)
- Тень удачи (музыка и слова Виктора Мальцева)
- Тигода (музыка и слова Виктора Мальцева)
- Товарищ сержант! (музыка и слова Алексея Смирнова) — совместно с группой «Кафе»
- Только раз (музыка Юрия Чернавского, слова Леонида Дербенёва) из т/ф «Выше Радуги»
- Третья жена (музыка Геннадия Гладкова, стихи Юлия Кима) из м/ф «Очень синяя борода» — совместно с Ларисой Долиной и Олегом Анофриевым
- Трёхголовый дракон (музыка Юрия Чернавского, слова Леонида Дербенёва) из к/ф «Сезон чудес»
- Тристан и собутыльники (музыка Геннадия Гладкова, слова Михаила Донского) из т/ф «Собака на сене»
- Ты знаешь (музыка Евгения Ростовского, слова Евгения Звонцова)
- Ты на пороге замри (музыка Виктора Резникова, слова Лилии Виноградовой) — дуэт с Мариной Капуро
- Ты неотразима!!! (музыка и слова Владимира Ермолина) — совместно с группой «Сильвер»
- Ты, я и песня (музыка Павла Овсянникова, слова Юрия Энтина) — дуэт с Ольгой Зарубиной
- Тюремная песня Сезара (музыка Геннадия Гладкова, слова Кима Рыжова) из т/ф «Дон Сезар де Базан»

## У
- Удача придёт (музыка Игоря Дорохова, слова Якова Гальперина)
- У дороги нашей любви (музыка Сергея Касторского, слова Бориса Родина)
- Улетели листья (музыка Александра Морозова, слова Николая Рубцова)
- Утро (музыка Александра Колкера, слова Кима Рыжова) из спектакля Театра имени Ленсовета «Интервью в Буэнос-Айресе» — дуэт с Алисой Фрейндлих
- Учитесь смеяться (музыка Владимира Ермолина, слова Любови Воропаевой) — совместно с группой «Зарок»
- Уютное кафе (музыка Сергея Касторского, слова Бориса Родина)

## Ф
- Фараон (музыка Юрия Чернавского, слова Александра Маркевича)
- Фашизм — жив! (музыка Александра Журбина, слова Михаила Ромма) из вокального цикла «No pasaran»
- Фашистские волки (музыка Александра Журбина, слова Михаила Ромма) из вокального цикла «No pasaran»
- Финальный монолог Тартюфа (музыка Геннадия Гладкова, слова Бориса Рацера и Владимира Константинова) из т/ф «Тартюф»
- Фотограф (музыка Юрия Чернавского, слова Леонида Дербенёва) из т/ф «Выше Радуги»

## Х
- Хабанера Тартюфа (музыка Геннадия Гладкова, слова Бориса Рацера и Владимира Константинова) из т/ф «Тартюф»
- Хлеб солью посолю (музыка Олега Кваши, слова Валерия Панфилова)
- Ходим по Парижу (музыка Игоря Корнелюка, слова Сергея Данилова)
- Хорошего Питера (музыка Игоря Матвиенко, слова Игоря Матвиенко)
- Христофор Колумб (музыка Игоря Романова, слова Игоря Милева) из т/ф «А я иду»

## Ц
- Цирк едет (музыка Анатолия Кальварского, слова Вячеслава Вербина)

## Ч
- Час до рассвета (музыка Якова Дубравина, слова Игоря Талькова)
- Чего теперь об этом горевать? (музыка и слова Юрия Давыдова)[6]
- Человек породы сенбернар (музыка Владимира Мигули, слова Андрея Вознесенского)
- Честь (музыка Геннадия Гладкова, слова Юлия Кима) из к/ф «Сватовство гусара»
- Что с нами будет... (музыка Юрия Чернавского, слова Леонида Дербенёва) из к/ф «Сезон чудес»
- Что-то случилось (музыка Марка Минкова, слова Юрия Левитанского)
- Чудак (музыка и слова Константина Лисичкина)
- Чудеса (музыка Геннадия Гладкова, слова Юрия Энтина) из мюзикла «Хоттабыч»

## Э
- Эй, варяги! (музыка Владимира Дашкевича, слова Юлия Кима) из к/ф «Ярославна, королева Франции»
- Это, должно быть, любовь… (музыка и слова Владимира Ермолина) — совместно с группой «Сильвер»

## Ю
- Юный Петербург (музыка Александра Третьякова, слова Антона Бубнова)

## Я
- Я друга жду! (музыка Юрия Чернавского, слова Андрея Вознесенского) из т/ф «Витражных дел мастер»
- Я забуду о тебе (музыка Виктора Резникова, слова Игоря Кохановского) — дуэт с Ларисой Луппиан
- Я — не балда! (музыка Геннадия Гладкова, слова Юрия Энтина) из мюзикла «Хоттабыч»
- Я смеюсь (музыка и слова Бориса Синкина)
- Я согласен с тобой вполне (музыка Вячеслава Добрынина, слова Леонида Дербенёва)
- Я — Труффальдино из Бергамо! (музыка Александра Колкера, слова Кима Рыжова) из т/ф «Труффальдино из Бергамо»[7][8][9][10][11][12][13]